# Daily Star (brittisk tidning)
Daily Star  är en konservativ[källa behövs], brittisk veckotidning i tabloidformat som ges ut sedan 2 november 1978. Tidningen var vid tiden den första nya nationella tidningen som lanserats sedan 1930 då Daily Worker (idag Morning Star) startades. Tidningen hade länge en utgivning måndag till lördag men började 15 september 2002 att ge ut ett söndagsnummer, Daily Star Sunday. Den 31 oktober 2009 publicerades det tiotusende numret av Daily Star.
Daily Star ges ut av Express Newspapers, vilket också ger ut Daily Express och Sunday Express. Företaget ägs av Richard Desmond genom Northen and Shell. De redaktionella nyheterna i Daily Star tenderar kraftigt till höger och tidningen stödjer öppet det Konservativa partiet i Storbritannien. Övriga nyheter fokuserar i stort på kändisar, sport, nyheter och skvaller runt populära TV-program som såpoperor och Reality-TV och sensationsnyheter kring invandrare som söker politisk asyl och antisocialt beteende hos ungdomar.
I efterdyningarna av skandalerna kring tidningen News of the World har brittisk polis startat en undersökning av Daily Star, vars redaktion genomsöktes den 8 juli 2011.